# Stig Berg
Stig Gustav Lennart Berg, född 5 januari 1928 i Rudskoga, död 4 augusti 1998 i Hagfors, var en svensk poet, författare och marknadsförare. Han är känd för sin diktning på värmländska, men skrev även flera kokböcker.
Berg växte upp i Nykroppa, där han tillägnade sig den östvärmländska dialekt som hans diktning senare skrevs på. Efter genomgången folkskola blev han snickarlärling. Han arbetade senare på laboratorium och i charkuteri innan han kom in på marknadsföring såsom dekoratör på en annonsbyrå. Från 1962 och två år framåt var han chef för ”Sales Promotion” på Findus i Bjuv. Därefter blev han reklamchef på Wasabröd innan han 1969 gick tillbaka till Findus för att bli reklamchef där. I slutet av 1970-talet återvände han till Värmland och arbetade som informationsansvarig på Samhall Erress i Uddeholm fram till pensionen.
Bergs första böcker Det som var, Vackra ting jag sett, och Korpträdet utkom på eget förlag 1966–1969. De mest kända böckerna är Fôlkprat 1–3 som är skrivna på dialekt och kom på Nya Wermlands-Tidningens förlag 1979–1981. Därefter producerade Berg ett antal kokböcker Folkmat, Jaktmat och Sparmat som utkom på Wikens förlag 1982–1984. Han producerade flera ytterligare diktsamlingar och kokböcker efter det. Han har också skrivit bygdespelet Över de blånande bergen, som spelades på hembygdsgården i Gustavsfors från 1992 till 2006 och igen från 2015.
Stig Berg var sommarvärd i radioprogrammet Sommar i P3 den 7 juli 1988.